# Falls City (Teksas)
Falls City – miasto w Stanach Zjednoczonych, w stanie Teksas, w hrabstwie Karnes.